# Серники (Львовская область)
Серники (укр. Серники, до 2018 г. — Сирныки) — село в Бобрской городской общине Львовского района Львовской области Украины.
Население по переписи 2001 года составляло 450 человек. Занимает площадь 2,13 км². Почтовый индекс — 81250. Телефонный код — 3263.